# 科普山 (南極洲)
科普山（英語：Mount Cope），是南極洲的山峰，位於杜費克海岸，處於納多海崖西北面7公里，屬於英聯邦山脈中塞帕拉欣山脈的一部分，美國地質調查局根據測量和美國海軍拍攝的空中照片繪入地圖，現時由南極條約體系管理。